# Marc Noë
Marc Noë  est un footballeur et entraîneur belge, né le 18 octobre 1962.
Il évolue deux saisons en Division 1 avec Sint-Niklaasse SK en 1984-1985 puis avec K Berchem Sport en  1986-1987. Il a joué 46 matchs et marque 2 buts dans ces championnats. 
Plus tard, il est le trente neuvième et dernier entraîneur du K Beerschot VAC: les Rats du Kiel terminent 14e de Division 2 en 1997 alors qu'il a remplacé Barry Hulshoff à leur tête. Bon dernier et relégué en 1997-1998, Beerschot échoue à la 15e place en Division 3 en 1998-1999 et le prestigieux club anversois, endetté est radié.

## Palmarès
- Champion de Belgique D2 en 1984 avec Sint-Niklaasse SK